# Orchestre symphonique de la fédération de Russie
 (février 2025).
Si vous disposez d'ouvrages ou d'articles de référence ou si vous connaissez des sites web de qualité traitant du thème abordé ici, merci de compléter l'article en donnant les références utiles à sa vérifiabilité et en les liant à la section « Notes et références ».
L'Orchestre symphonique de la fédération de Russie est l'un des principaux orchestre symphonique de Russie.

## Histoire
Fondé à Moscou en 1936 sous le nom d'Orchestre symphonique d'État de l'URSS, la formation fut conçue dès l'origine pour devenir le fleuron des orchestres soviétiques. Cependant, de l'avis de nombreux critiques, l'Orchestre philharmonique de Leningrad lui était supérieur.
Ievgueni Svetlanov, après 35 ans passés à la tête de l'orchestre, a été licencié en 2000 par Mikhaïl Chvydkoï, le ministre de la Culture de Russie, au prétexte que le chef russe se consacrait trop exclusivement à sa carrière internationale et négligeait l'orchestre. En 2002, Mark Gorenstein, qui avait dans un premier temps refusé le poste, a succédé à Svetlanov.
L'orchestre est également connu sous le nom d'Orchestre symphonique d'État de Russie mais beaucoup de Russes l'appellent désormais « Orchestre Svetlanov ».

## Direction
- Vladimir Jurowski (2011-)
- Mark Gorenstein (2002–2011)[1]
- Vassili Sinaïski (2000―2002)
- Ievgueni Svetlanov (1965–2000)
- Konstantin Ivanov (1946–1965)
- Natan Rakhline (1941–1945)
- Alexandre Gaouk (1936–1941)